# Santiago de la Puebla
Santiago de la Puebla is een dorp een gemeente in de Spaanse provincie Salamanca, in de regio Castilië en León Het dorp is met name in de regio bekend als het land van Peñaranda, langs de oevers van de rivier Margana.
Haar gemeentelijke gebied beslaat een oppervlakte van 53,33 km² en is gelegen op een hoogte van 867 meter boven de zeespiegel. Santiago de la Puebla telt 353 inwoners (1 januari 2016).